# Станимир Иванов
Станимир Колев Иванов е български композитор, инструменталист и продуцент, роден на 19.04.1971 в гр. Русе. През 1977 г. постъпва в СОУ за деца с нарушено зрение „Луи Брайл“ гр. София, където на десет годишна възраст започва да свири на пиано, а впоследствие изучава и други музикални инструменти в т.ч. барабани, тамбура, кларинет, туба и китара.
През 1989 г. завършва професионална паралелка с изучаване на музика, като придобива специалността „Организация на музикално-образователни дейности“.
През същата година става член на рок-група „Лотос“, в която свири като пианист. Година по-късно, групата реализира и първата си професионална плоча, записана в студиото на Балкантон. Най-известна песен на групата от този период е „Искам да съм негър в щата Алабама“ по текст на поета Николай Искъров.
В началото на 1991 г. завършва професионален курс по компютърно обучение и използване на компютърни технологии при композиране, програмиране и продуциране на музика и от този момент до днес работи с всички модерни софтуерни продукти отнасящи се до създаване на музика по електронен път.
През същата година е приет като студент в Софийски университет Св. Климент Охридски, където през 1998 г. се дипломира като Магистър по Право.
През пролетта на 1995 г. създава най-успешното българско дуо за попфолк музика – Дуо „Южен полъх“ и издава албума „Ах, жени“.
Междувременно работи с множество други изпълнители и инструменталисти, за които създава текстове, пише музика и аранжименти и участва в записи на песни.
През 1997 г. издава и първият си самостоятелен албум „Мария“, в който пише музиката, аранжимента и текста на всички песни, а през 1998 г. издава и втори самостоятелен албум озаглавен „Искаш ли мила моя?“.
В следващите години работи предимно за певците и музикантите от попфолк индустрията.
От 2004 г. до днес композира театрална музика.

## Дискография
Музикални албуми:
- „Ах, жени“ (1995)
- „Мария“ (1997)
- „Искаш ли мила моя?“ (1998)

Музика за театрални постановки:
- „Пук“ (2005)
- „Браво Франклин“ (2006)
- „Малката фея“ (2007)
- „Храбрият оловен войник“ (2008)
- „Франклин великолепният“ (2009)
- „Песента на самодивата“ (2009)
- „Малкият Мук“ (2009)
- „Приказка за омагьосаната гора“ (2009)
- „Тримата глупаци“ (2009)
- „Трите прасенца“ (2010)
- „Малката кибритопродавачка“ (2010)
- „Коледен подарък за мърморко“ (2010)
- „Котаракът в чизми“ (2011)
- „Мечо Пух“ (2011)
- „Пътното платно не е игрище“ (2011)
- „Коледна песен“ (2011)
- „Хензел и Гретел“ (2012)